# Destroy Rebuild Until God Shows
I Destroy Rebuild Until God Shows (spesso abbreviato D.R.U.G.S.) sono un gruppo musicale statunitense.

## Storia del gruppo
La band fu fondata tra la fine del 2009 e l'inizio del 2010, dopo che Craig Owens lasciò i Chiodos. I membri della band furono presentati attraverso vari video caricati sul canale ufficiale di Craig Owens su YouTube. La formazione includeva il cantante Craig Owens, il batterista Aaron Stern, i chitarristi e cantanti Nick Martin e Matt Good e il bassista Adam Russell.
L'11 novembre 2010 i D.R.U.G.S. hanno diffuso la loro prima canzone, If You Think This Song Is About You, It Probably Is. Il 6 dicembre successivo è la volta di "Mr. Owl Ate My Metal Worm", a cui seguirono "Sex Life" il 18 gennaio 2011 e, solamente per chi aveva prenotato in anticipo l'album, "My Swagger Has a First Name" circa due settimane dopo. Il 22 febbraio 2011 l'etichetta Decaydance/Sire Records ha pubblicato l'album d'esordio D.R.U.G.S..
Tra il 4 e il 10 marzo la band fece un tour nel Regno Unito esibendosi in sette città, e nella seconda metà di aprile condusse l'Alternative Press Tour con i Black Veil Brides e il supporto di VersaEmerge, Conditions e I See Stars.
Il 12 luglio è stato pubblicato il live EP intitolato Live From Hot Topic contenente 5 canzoni dal vivo: "The Only Thing You Talk About", "My Swagger has a First Name", "Mr. Owl Ate My Metal Worm", "Graveyard Dancing" e "If You Think This Song is About You, It Probably Is".
Nel 2012 hanno pubblicano la loro ultima canzone Scream If You're Crazy. Il 26 aprile dello stesso anno viene annunciato che Craig Owens è tornato a far parte dei Chiodos. Gli altri tre membri, Matt Good, Nick Martin e Aaron Stern, decidono quindi di lasciare i Destroy Rebuild Until God Shows per formare un nuovo gruppo, lasciando Owens come unico membro ufficiale dei Destroy Rebuild Until God Shows, che cadono quindi in inattività.

## Formazione
- Craig Owens – voce
- Matt Good – chitarra, tastiera, sintetizzatore, programmazione, voce secondaria
- Nick Martin – chitarra, voce secondaria
- Adam Russell – basso, voce secondaria
- Aaron Stern – batteria

## Discografia

### Album in studio
| Anno | Titolo     | Classifiche | Classifiche   | Classifiche |
| Anno | Titolo     | USA         | USA Hard Rock |             |
| ---- | ---------- | ----------- | ------------- | ----------- |
| 2011 | D.R.U.G.S. | 29          | 1             |             |

### Extended play
- Live from Hot Topic (2011)[3]